# Объект 278
Объект 278 — советский опытный тяжёлый танк. Создан в конструкторском бюро Ленинградского Кировского завода. Серийно не производился.

## История создания
В 1955 году на конкурсных началах в КБ ЛКЗ были начаты работы по созданию тяжёлого танка нового поколения. Главным конструктором по направлению являлся Ж. Я. Котин. Танк разрабатывался в двух вариантах: с дизельным двигателем — Объект 277 и с газотурбинным — Объект 278. Работы по созданию танка с дизельным двигателем возглавил Н.М. Чистяков, работы по созданию газотурбинного двигателя велись под началом Н.М. Оглоблина.
Основными предъявляемыми требованиями к новому танку были:
1. Масса: 52—55 т
2. Вооружение: 130-мм нарезная пушка
3. Начальная скорость снаряда: 1000 м/с
4. Двигатель мощностью: 1000 л.с.

В период с 1956 по 1957 годы на ЛКЗ были созданы два опытных образца газотурбинного двигателя ГТД-1. В 1957 году вариант машины с дизельным двигателем (Объект 277) был продемонстрирован Н.С. Хрущёву, однако первый секретарь скептически отнёсся к новому тяжёлому танку, так как являлся противником традиционных систем вооружения. В результате, к 1960 году все работы по «Объекту 277» были закрыты, а опытный образец «Объекта 278» не был достроен.

## Описание конструкции

### Броневой корпус и башня
Объект 278 разработан на базе узлов и агрегатов тяжёлых танков ИС-7 и Т-10. Корпус сварной, лобовая часть литая. По бортам используются гнутые листы с переменным сечением. Днище корпуса имеет корытообразную конструкцию. Башня, также как и лобовая часть корпуса, литая.

### Вооружение
В качестве основного вооружения Объекта 278 использовалась 130-мм нарезная пушка М-65. Пушка имела двухплоскостной стабилизатор «Гроза», а также полуавтоматический механизм заряжания кассетного типа с электроприводом. Возимый боекомплект составлял 35 выстрелов.
Дополнительно с пушкой был спарен 14,5-мм пулемёт КПВТ. Боекомплект составлял 800 патронов.

### Средства наблюдения и связи
Объект 278 оснащался стереоскопическим прицелом-дальномером ТДП-2С, для осуществления наводки в ночных условиях имелся прицел ТПН-1.
Из средств связи имелась радиостанция Р-113.

### Двигатель и трансмиссия
В качестве силовой установки использовался газотурбинный двигатель ГТД-1 мощностью 1000 л.с. При массе в 53,5 тонны двигатель был способен обеспечивать максимальную скорость танка в 57,3 км/ч.

### Ходовая часть
На Объекте 278 по аналогии с Объектом 277 использовался гусеничный движитель с гусеницами с металлическим закрытым шарниром. С каждого борта устанавливалось по 8 опорных и 4 поддерживающих катка. Подвеска применялась торсионная, на 1, 2, 7 и 8 узлах имелись поршневые гидроамортизаторы.

### Специальное оборудование
Так же как и Объект 277, Объект 278 был оснащен системами противоатомной защиты, термодымовой аппаратурой, системой очистки приборов наблюдения и оборудованием подводного вождения.